# Amaro Bahtijar
Amaro Bahtijar (sinh ngày 26 tháng 8 năm 1998) là một cầu thủ bóng đá người Thụy Điển thi đấu cho GIF Sundsvall.